# Antonis Koniaris
Antonis Koniaris (La Canea, Grecia, 30 de septiembre de 1997) es un jugador de baloncesto griego que pertenece a la plantilla del AEK BC de la A1 Ethniki, la primera división del baloncesto en Grecia. Con 1,93 metros de estatura, juega en la posición de base y es internacional con la Selección de baloncesto de Grecia.

## Trayectoria deportiva
Koniaris comenzó su carrera profesional en 2013, después de firmar con el club PAOK de la A1 Ethniki. El 24 de julio de 2014, el joven base firma por Panathinaikos por 5 años. Como jugador del Panathinaikos, Koniaris ganó dos Copas de Grecia, en 2015 y 2016.
El 19 de agosto de 2016 regresó al PAOK, firmando un contrato de tres años. 
El 30 de junio de 2019, Koniaris firmó un contrato de tres años (dos años garantizados, más un año opcional) con el Olympiacos para disputar la Euroliga. 
En la temporada 2019-20 jugaría 23 partidos de Euroliga, con unos promedios de 3.4 puntos, 41.7 por ciento en triples y 1.4 asistencias en 12.9 minutos.
El 16 de enero de 2021 se hace oficial su fichaje por el Monbus Obradoiro de la Liga ACB hasta el final de la temporada, cedido desde el Olympiacos por las lesiones en el puesto de 'uno'.
El 1 de enero de 2022, firma por el AEK BC de la A1 Ethniki, tras comenzar la temporada 2021-22, en las filas del Ionikos Nikaias B.C.

## Selección nacional
Es internacional absoluto con Grecia. Con la selección griega Sub-20 logró la medalla de oro en el Europeo de Creta en 2017 y en categoría Sub-16 logró la medalla de bronce en el Europeo de Kiev en 2013.